# Parafia Matki Bożej Różańcowej w Ortelu Królewskim
Parafia Matki Bożej Różańcowej w Ortelu Królewskim – parafia znajdująca się w diecezji siedleckiej w dekanacie Biała Podlaska-Południe.
Dokumenty podają, że unicka parafia i świątynia istniały już w 1660 r. Obecny drewniany kościół parafialny jest wpisany do rejestru zabytków. Został zbudowany, jako cerkiew unicka pw. św. Dawida i Romana, staraniem ks. Teodora Bieleckiego w 1706 r. w miejscu poprzedniej cerkwi. Po roku 1875 świątynia została zamieniona na cerkiew prawosławną, a od 1919 funkcjonuje jako kościół katolicki rekoncyliowany w 1922 r.
Parafia obejmuje Ortel Królewski Pierwszy  oraz Ortel Królewski Drugi.